# Фламынзены
Фламынзены (рум. Flămînzeni, Флэмынзень) — село в Сынжерейском районе Молдавии. Наряду с сёлами Кошкодены и Боблетичь входит в состав коммуны Кошкодены.

## История
23 января 1965 года село Фламызены было объединено с селом Кошкодены. Постановлением правительства Республики Молдова № 882 от 22.01.1992 село Фламызены восстановлено.

## География
Село расположено на высоте 91 метров над уровнем моря.

## Население
По данным переписи населения 2004 года, в селе Флэмынзень проживает 1309 человек (626 мужчин, 683 женщины).
Этнический состав села:
| Национальность | Число жителей | Процентный состав |
| -------------- | ------------- | ----------------- |
| молдаване      | 1289          | 98.47             |
| украинцы       | 7             | 0.53              |
| румыны         | 7             | 0.53              |
| русские        | 6             | 0.46              |
| Всего          | 1309          | 100%              |